# بيتر هيتون جونز
بيتر هيتون جونز (بالإنجليزية: Peter Heaton-Jones)‏ (من مواليد 2 أغسطس 1963) هو سياسي من حزب المحافظين البريطاني وصحفي سابق. وعضو مجلس محلي سابق ووكيل انتخابات في سويندون، تم انتخابه لأول مرة كعضو في البرلمان عن شمال ديفون في الانتخابات العامة لعام 2015. قبل العمل في حزب المحافظين شغل مناصب عليا بوسائل الإعلام في كل من المملكة المتحدة وأستراليا حيث قدم برامج إخبارية على إذاعة بي بي سي الوطنية والمحلية في المملكة المتحدة، وكان الرئيس السابق للتسويق إذاعة أستراليا. يعيش هيتون جونز في لندن وبالقرب من ساوث مولتون في ديفون.